# Cristino Castro
Cristino Castro là một đô thị thuộc bang Piauí, Brasil. Đô thị này có diện tích 1848,69 km², dân số năm 2007 là 9526 người, mật độ 5,15 người/km².